# Kh-35

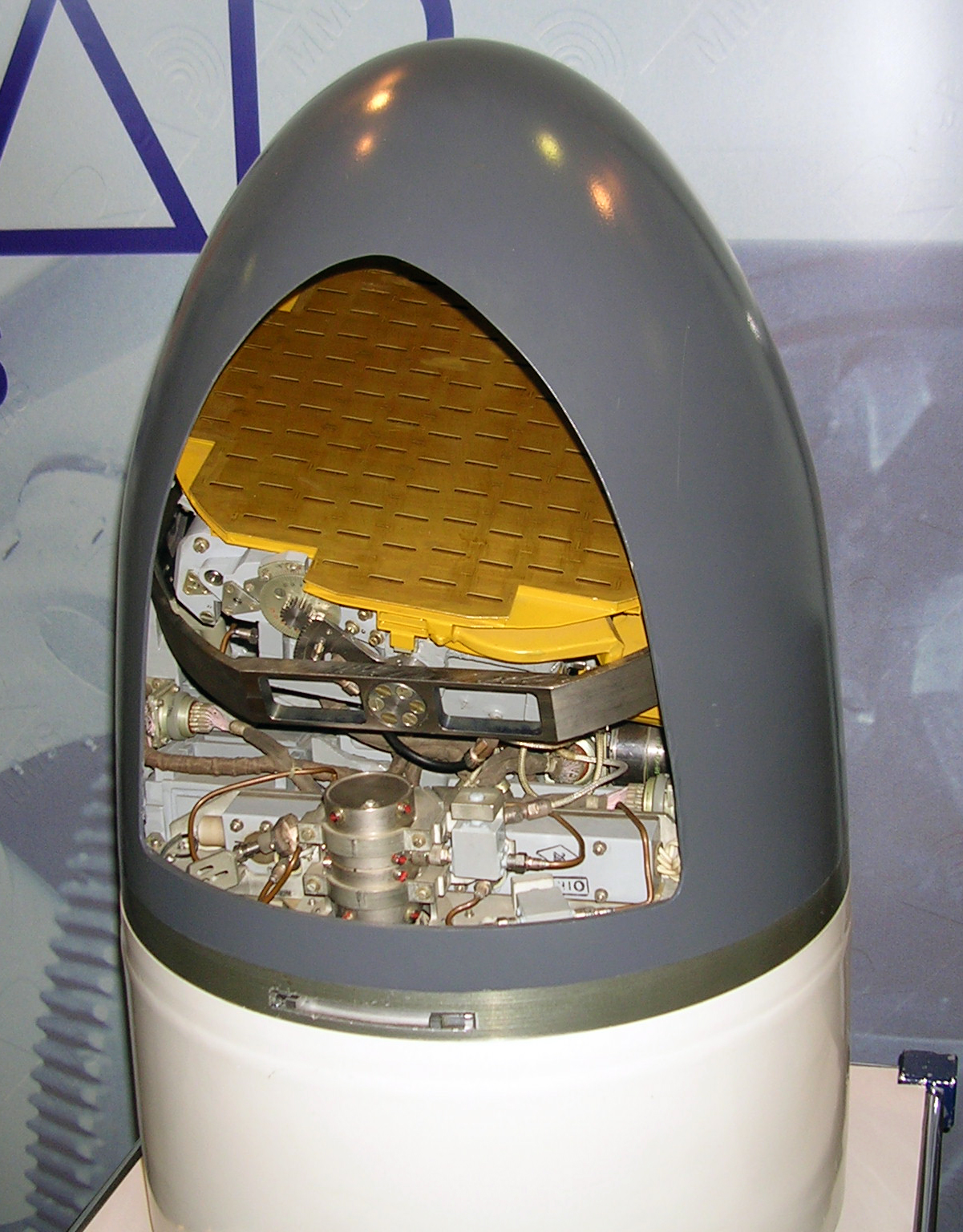
2005 MAKS 에어쇼에 전시된 하푼스키의 능동 레이다 시커

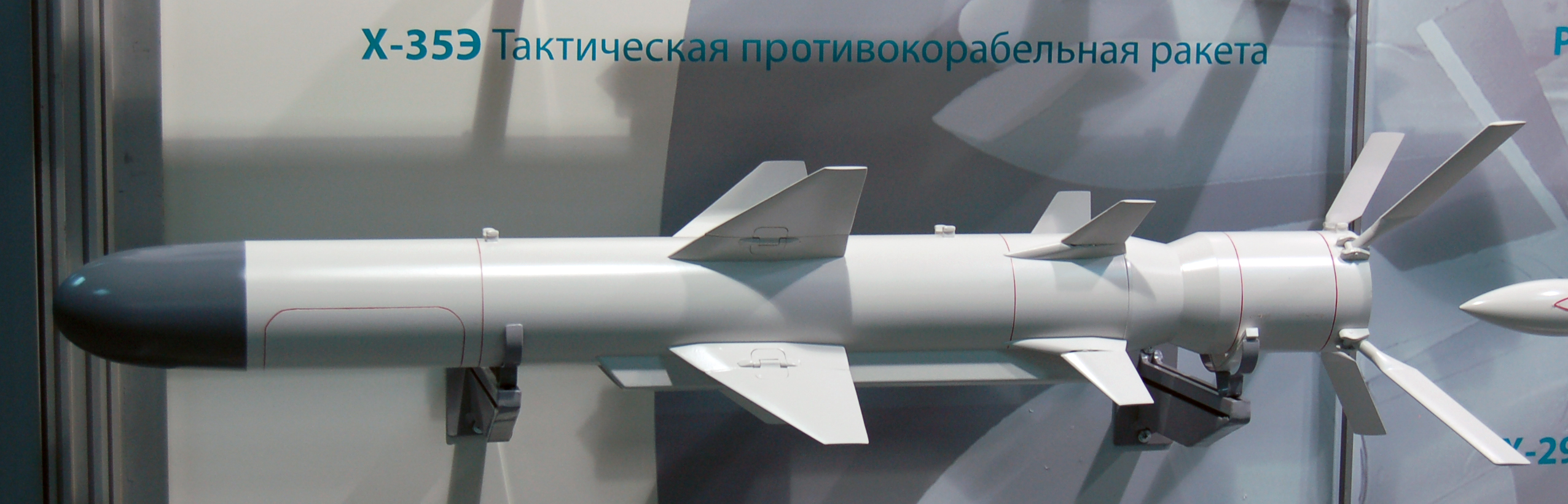
2009 MAKS 에어쇼에 전시된 하푼스키

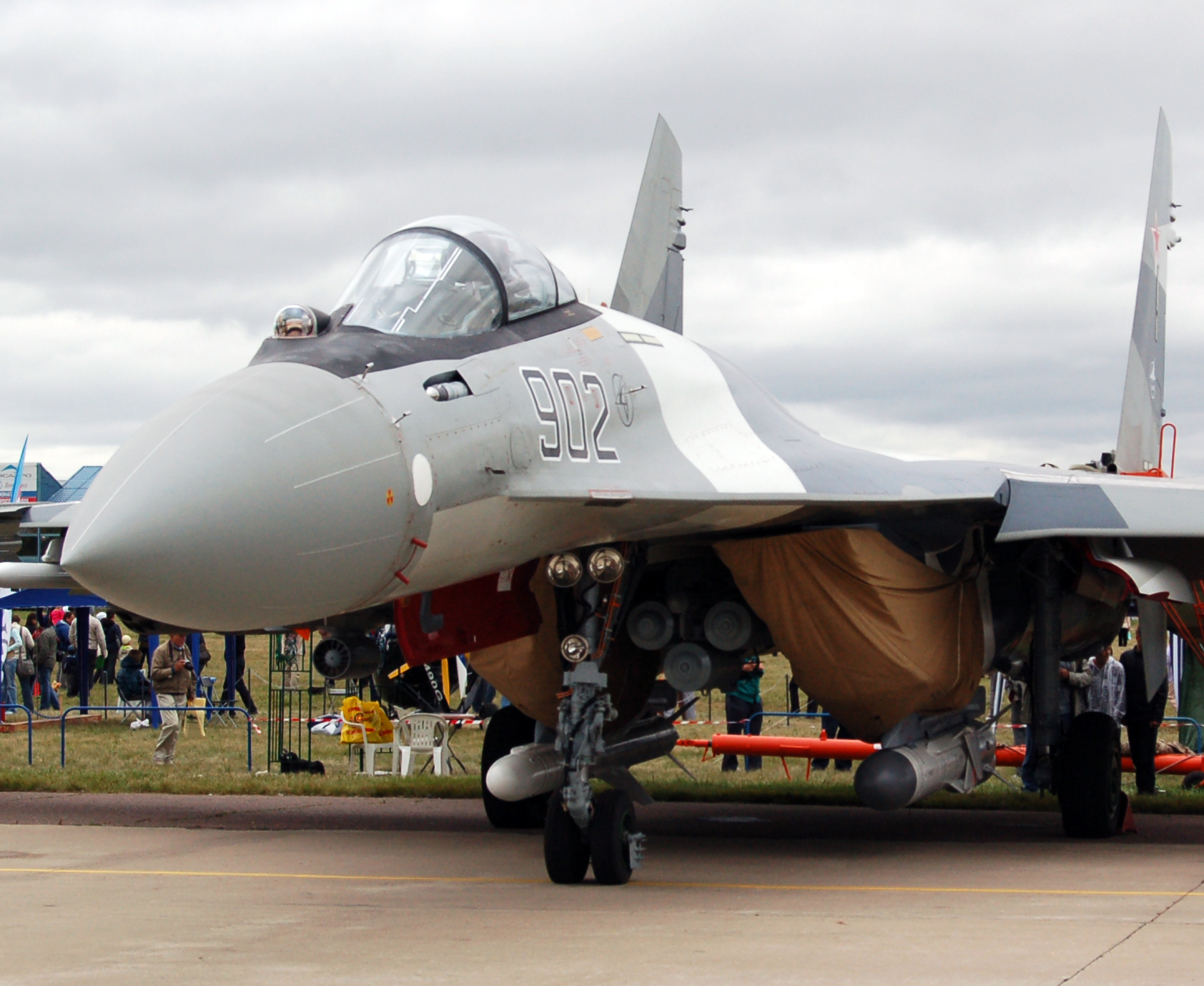
2009 MAKS 에어쇼에 전시된 하푼스키를 장착한 수호이 Su-35BM

Kh-35U는 러시아의 아음속 대함 순항 미사일이다. 미국의 하푼 미사일과 같다고 해서 하푼스키라는 별명으로도 불린다. 최대 5천톤급 선박을 공격하기 위해 개발되었다. 미국의 하푼과 같이, 공대함, 지대함, 함대함 버전이 모두 개발되어 있다.

## 개발
즈베즈다는 스틱스 미사일을 대체하여, 수출용으로, 1983년부터 Kh-35 개발을 시작했다.

## 배치
Kh-35U는 1994년에 실전배치되었다. 인도가 사용중이다.

## 파생형
- Kh-35U (AS-20 'Kayak', Article 78U) - 사거리 260 km, 러시아 국내용, 전투기에서 발사된다.[1]
- Kh-35E Uran (SS-N-25 'Switchblade', 3M24) - 헬기, 해안포대, 선박에서 발사된다.[1]
- 3M24M Bal (SSC-6 'Stooge') - Kh-35E와 매우 비슷하다. 해안포대에서 발사된다.
- IC-35 - 가상 목표물로 사용된다.
- Kh-35UE - Kh-35U의 수출형. 연료효율성이 높은 소형 엔진을 장착해 사거리를 늘렸다.[2]
- Kh-37 (3M24E1) - 사거리 250km에 지상 목표물 공격능력을 갖췄다. GPS에 의해 중간유도되며, 종말유도는 적외선 이미지를 사용한다. 미국의 슬램 미사일과 비슷하다.[3]
- Kh-35V - 러시아 국내용, 헬기에서 발사된다.
- KN-09 - Kh-35를 북한이 카피했다. 금성 3호라고 부른다.

## 사용국가

### 현재
러시아
 인도
 알제리
 베트남
 조선민주주의인민공화국 KN09(00/0x/0v 01 19) 금성 3호 金星3号
 베네수엘라
 미얀마

### 과거
소련
 이란

## 비슷한 무기
- 하푼 미사일  미국 - 탄두중량 221 kg, 사거리 93-315 km
- C-802/YJ-82 CSS-N-8 'Saccade'  중국 - 탄두중량 165 kg, 사거리 120-180 km
- 엑조세  프랑스 - 탄두중량 165 kg, 사거리 70-180 km
- RBS-15  스웨덴 - 탄두중량 200 kg, 사거리 200 km
- 시이글  영국 - 탄두중량 230 kg, 사거리 110+ km